# 도미닉 밀러
도미닉 밀러(Dominic Miller, 1960년 3월 21일 ~ )는 아르헨티나 태생의 기타리스트로, 스팅의 사이드맨으로 활동하면서 많은 시간을 보냈다. 그는 또한 몇 장의 솔로 음반을 발표했다.

## 내력
10대 시절 영국에 유학을 가서 길드홀 음악 연극 학교을 다녔다. 그후 미국 보스턴에서 버클리 음악 대학에 재학한다.
80년대에 필 콜린스, 폴 영의 세션 기타리스트로 활동했다. 91년도부터 가수 스팅의 세션 기타리스트로 활동중이다. 스팅의 히트곡 〈Shape of My Heart〉의 공동 작곡가이다.